# جسپر اندرسن
جسپر اندرسن (انگلیسی: Jesper Andersen؛ زادهٔ ۳۱ مهٔ ۱۹۷۹) بازیکن سابق فوتبال اهل دانمارک است که در پست مدافع بازی می‌کرد.
وی در تیم‌های ملی فوتبال زیر ۲۱ سال دانمارک بازی کرده است.